# Nisse Sauerland

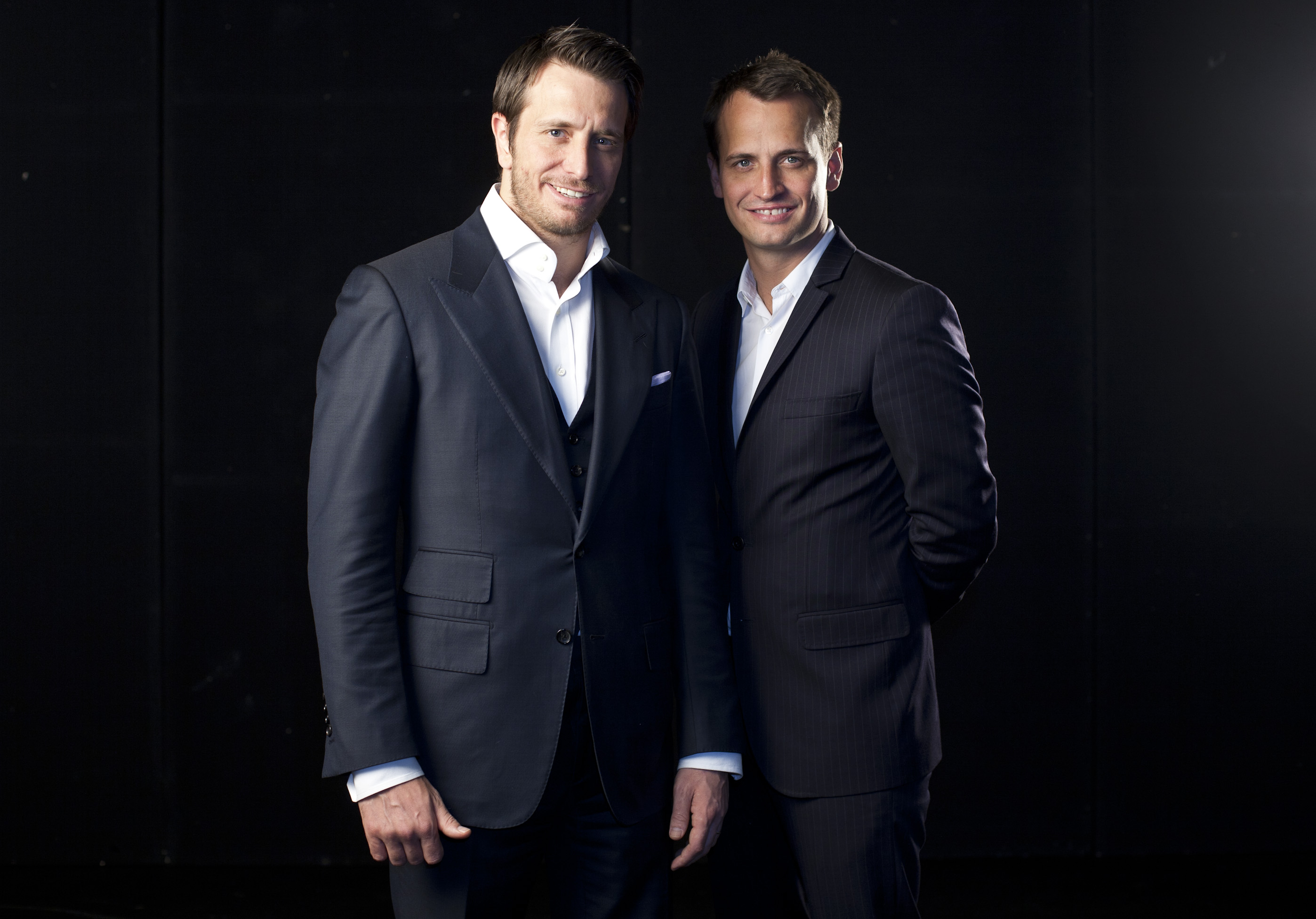
Nisse Sauerland (rechts) mit Bruder Kalle Sauerland (links), 2012

Nisse Sauerland (* 30. Mai 1979 in Wuppertal) ist ein Schweizer Boxpromoter.

## Leben
Sauerland ist der Sohn des deutschen Boxpromoters Wilfried Sauerland, spricht aber selbst kein Deutsch. Er kam in Wuppertal zur Welt und wuchs im Norden von London auf, seine Mutter ist Schwedin.
Er stieg in das von seinem Vater gegründete Unternehmen Sauerland Event GmbH ein und wurde insbesondere für den skandinavischen und englischen Markt zuständig. Vom Verband World Boxing Federation (WBF) wurde Nisse Sauerland 2017 als Promoter des Jahres ausgezeichnet.
Im Dezember 2010 heiratete er ein britisches Model. Als der Sauerland-Boxstall 2021 an das US-amerikanische Sportunternehmen Wasserman Media Group verkauft wurde, übernahm Sauerland mit seinem Bruder Kalle bei Wasserman die Leitung des Boxgeschäfts.